# حسن خليل غريب
حسن خليل غريب هو باحث وكاتب من لبنان. متخصص في نقد الفكرين الديني والقومي. صدرت له عدة كتب وأبحاث.

## النشأة والتعليم
حسن خليل غريب أو «أبو حسان» ولد في «دبين - قضاء مرجعيون - جنوب لبنان» عام 1942 وعى على القضايا القومية من خلال الهجرة الأولى للفلسطينيين اللاجئين الذين تجمعوا في «جديدة مرجعيون»
انتقل إلى بيروت فدرس في«دار المعلمين الابتدائية 1958». وفي سنة 1962 باشر مهنة التعليم حتى العام 1983 وفي تلك الفترة أنهى دراسة الإجازة في الفلسفة وعلم الاجتماع وعلم النفس من جامعة بيروت العربية في العام 1969 .
أنتسب إلى حزب البعث العربي الاشتراكي في العام 1958، فكان مناضلاً ناشطاً، معاصراً ومشاركاً في العمل الثوري العربي منذ العمل الفدائي (1/ 1/ 1965) وصولاً إلى قيادة النضال الوطني الثوري " حين أسهم منذ السبعينيات في الإعداد والتحضير لبناء أول تجربة للمقاومة الشعبية اللبنانية في قرى لبنان الحدودية الجنوبية المتاخمة للأراضي الفلسطينية المحتلة، وعبر عنها مثالا كفركلا والطيبة؛ فالمشاركة في نضال الحركة الوطنية اللبنانية منذ العام 1975
«وكان قد أسهم في معارك الدفاع عن جديدة مرجعيون قبل سقوطها في أيدي التحالف الإسرائيلي مع الميليشيات اللبنانية المحلية».و قد كان مسؤولاً قطرياً عن المجموعات العسكرية التابعة للحزب في قوات التحرير – جبهة المقاومة اللبنانية انتخب عضواً في القيادة القطرية لحزب البعث منذ 1980، وحتى تاريخ حله سنة 1992 بقرار من السلطات الرسمية اللبنانية. عاد الحزب مرة أخرى وإن كان تحت اسم جديد «حزب طليعة لبنان العربي الاشتراكي» الذي اضطرروا للحصول على ترخيص به لأسباب أمنية سابقة، وأسباب قانونية لاحقة بعد إنتهاء الحرب الأهلية. لم يستطع متابعة دراساته العليا في حينه لأسباب أمنية لها علاقة بالحرب الأهلية في لبنان.
وبعد الحرب حصل على دبلوم الدراسات العليا في الدراسات الإسلامية العام 1983 من جامعة بيروت العربية. وبسبب الملاحقات الأمنية في حينه. لم يتسن له الحصول على لقب الدكتوراة العلمي.
اعتقل مرتين في السجون السورية: الأولى في أوائل العام 1992، والثانية في العام 1994. خرج من المعتقل في العام 1998. وبعد العام 1999، عندما بدأ الوضع الأمني يرتاح، بعد زوال أسباب الملاحقات الأمنية، انخرط في ورشة البحث التي تركزت على قضيتين: نقد الفكر الديني، ونقد الفكر القومي. وكانت بواكيرها نشر بحثين كبيرين، وهما: كتاب «الردة في الإسلام»، ومن بعده مباشرة كتاب «في سبيل علاقة سليمة بين العروبة والإسلام» وبعد احتلال العراق، في العام 2003، استأثرت القضية العراقية بكل اهتمامه.

## مؤلفاته
أصدر أربعة أبحاث متتالية عن القضية العراقية
- كتاب المقاومة الوطنية العراقية «معركة الحسم ضد الأمركة» في تشرين الأول من العام 2003، وقد اعتبره البعض مغامرة في الكتابة عن موضوع كانت نتائجه لا تزال غامضة في تلك المرحلة.
- كتاب المقاومة الوطنية العراقية «الإمبراطورية الأميركية بداية النهاية» في حزيران من العام 2004.
- الجريمة الأميركية المنظمة في العراق:
- تدمير تراث العراق وتصفية علمائه

وفي أوائل العام 2009، نُشر له كتاباً تحت عنوان «تهافت الأصوليات الإمبراطورية، وأو، شروق العصر القومي العربي»، وهو كتاب يجمع ما بين الفكري والسياسي مستنداً إلى نتائج ما أحرزته المقاومة الوطنية العراقية.
وله عديد من الكتابات نحصُرها في
- في سبيل علاقة سليمة بين العروبة والإسلام: دار الطليعة: بيروت: ط 2 في / 2000م.
- الردة في الإسـلام: دار الكنوز الأدبية: بيروت: ط 2 في / 2000م.
- نحو طاولة حوار بين المشروعين القومي والإسلامي: دار الطليعة: بيروت: ط 2: في -/ 2/ 2002م.
- نحو تاريخ فكري - سياسي لشيعة لبنان (جزئان): دار الكنوز الأدبية: بيروت: ط 1 في / 2001/2000.
- الماركسية بين الأمة والأممية: دار الطليعة: بيروت: أيار/ مايو 2002م: ط1.
- مفاهيم إسلامية بمنظار قومي معاصر: دار الطليعة: بيروت: أيلول/ سبتمبر 2003م: ط1.
- المقاومة الوطنية العراقية (الكتاب الأول): (معركة الحسم ضد الأمركة): مؤسسة العلا للطباعة: بيروت: تشرين الأول/ أكتوبر 2003م: ط 1. وط2/ دار الطليعة.
- المقاومة الوطنية العراقية (الكتاب الثاني): (نهاية الإمبراطورية الأميركية): دار الطليعة: بيروت: حزيران/ يونيو 2004م: ط 1.

- الجريمة الأميركية المنظمة في العراق: (ثلاثة أجزاء):

(الكتاب الأول): التكوين الإيديولوجي والنهج السياسي.
(الكتاب الثاني): وحشية في الممارسة والتطبيق.
(الكتاب الثالث): أمام قوس المحكمة الجنائية الدولية.
- تدمير تراث العراق وتصفية علمائه: دار الطليعة: بيروت: ط 1: كانون الثاني 2008.
- البعد الإيماني في الفكر القومي العربي: دار الطليعة: بيروت: ط1: آب 2005.
- تهافت الأصوليات الإمبراطورية (شروق العصر القومي).[2]